# Ieva Valeškaitė
Ieva Valeškaitė (* 5. Januar 1988 in Vilnius) ist eine litauische liberale Politikerin, Vizeministerin und  stellvertretende Wirtschaftsministerin Litauens.

## Leben
Nach dem Abitur  am Gymnasium in der litauischen Hauptstadt Vilnius absolvierte Ieva Valeškaitė 2010 das Bachelorstudium der Internationalen Wirtschaftswissenschaft, 2012 das Bachelorstudium der Politikwissenschaft und von 2012 das Masterstudium der Angewandten Makroökonomie an der Universität Vilnius. 
Von 2006 bis 2015 arbeitete Ieva Valeškaitė als Hauptbuchhalterin beim Unternehmen UAB Korlėja. Von 2012 bis 2015 war sie Chefspezialistin der Abteilung für Internationale und EU-Angelegenheiten der Regierungskanzlei der Republik Litauen und von 2015 bis 2020 leitende Politikexpertin am Litauischen Institut für freien Markt (LLRI) in Vilnius. Von 2020 bis Mai 2021 war sie Beraterin der Ministerin für Wirtschaft und Innovation. Seit Mai 2021 ist Ieva Valeškaitė stellvertretende Wirtschaftsministerin Litauens und Stellvertreterin von Aušrinė Armonaitė im Kabinett Šimonytė. Sie wurde vierte Vizeministerin am Ministerium.
Ieva Valeškaitė ist ledig.